# Kranepoort
De Kranepoort was een van de stadspoorten van Groningen. De poort werd in 1623 gebouwd met het puin van de verwoeste abdij van Aduard. De poort lag even ten noorden van het verlengde van de Visserstraat.
Bij de Kranepoort was een drekstoep, welke diende voor het overslaan van afval uit de stad op lege turfschuiten die het naar de Veenkoloniën vervoeren, waar het vuil gebruikt werd als compost.
De Kranepoort dankt zijn naam aan de hijskraan die vroeger ter plaatse van de huidige Reitdiepskade aan de A stond.